# Grotte di Cooper
Le Grotte di Cooper sono una serie di grotte e un sito archeologico, dove sono stati ritrovati fossili di ominidi della specie Paranthropus robustus, oltre ad altri di homo Sapiens, che si trova a circa 1 chilometro dal sito sudafricano di fossili ominidi di Sterkfontein in Sudafrica, e fa parte dell'area patrimonio dell'umanità nota come Culla dell'umanità.